# Pan.Thy.Monium
Pan.Thy.Monium fue una banda de death metal progresivo sueca formada y conducida por Dan Swanö y varios miembros de su otro proyecto, Edge of Sanity. Su música es absolutamente extraña y compleja, con la estructura y la longitud de las canciones parecidos a los del metal progresivo. Otras características incluyen pasos poco convencionales de saxo y del violín y ruidos y sonidos inusuales. Todos los álbumes son conceptuales y se suponen que hablan de vida y de la muerte de Raagoonshinnaah, una clase de "dios del caos". Las canciones no tienen realmente letra, sólo una incomprensible voz gutural. Swanö dijo en una entrevista que su objetivo es que el vocalista utilizara su voz como instrumento y que no canta ninguna letra concreta, sino sonidos guturales, aunque algunas canciones incluyen vocales limpios o voces digitales. El grupo disolvió en 1996, después de la grabación “Khaoohs & Kon-Fus-Ion”, en la que ofrecieron aparentemente la muerte de su héroe principal. 

## Discografía
- ...Dawn (demo) - 1990
- Dream II (EP) - 1991
- Dawn of Dreams - 1992
- Khaoohs - 1993
- Khaooos & Kon-Fus-Ion - 1996

## Miembros
- Derelict (Robert Karlsson): voz
- Winter (Benny Larsson): batería, percusión, violín
- Day DiSyraah (Dan Swanö): bajo, teclados, efectos
- Mourning (Robert Ivarsson): guitarra rítmica
- Äag aka Tom Nouga (Dag Swanö): guitarra principal, órgano, saxofón barítono

- Datos: Q1453195